# Tritsch Tratsch (Fernsehsendung)
Tritsch Tratsch war eine Fernsehsendung, die zwischen 1979 und 1984 in 50 Ausgaben im Österreichischen Rundfunk (ORF) ausgestrahlt wurde. Nach einem Unfall des ersten Moderators Guido Baumann im Oktober 1980 wurde sie vom Redakteur der Sendung Josef (Joki) Kirschner moderiert.

## Aufbau
Erfunden wurde die Sendung von Dieter Böttger (ORF-Unterhaltungschef), Josef Kirschner und Felix Dvorak. Bekannte Bestandteile sind das Ladlspiel, Felix Dvoraks humoristische Soli und das Tritsch Tratsch-Mädchen. Als solches begann Vera Russwurm ihre Karriere. Auch Rainhard Fendrich hatte hier 1981 mit dem Lied Zweierbeziehung (eines Mannes mit seinem Auto) sein Fernsehdebüt als Sänger.

### Das Ladenspiel
Es gab einen Kasten mit sechs Laden mit unterschiedlichem Inhalt, darunter auch ein Brillantring im Wert von damals 70.000 Schilling (kaufkraftbereinigt in heutiger Währung: knapp 13764 Euro). Die Anrufer, die nicht wussten, welcher Preis in welchem Ladl verborgen war, mussten sich für eine Lade entscheiden, deren Inhalt sie dann gewannen. Moderator Kirschner versuchte mit Bargeld den Anrufer vom Öffnen der Lade abzubringen – ähnlich wie später in der  ORF-Sendung 1 gegen 100 mit Klaus Eberhartinger. Manchmal gewann jemand den Ring, andere wiederum verrückte Preise: So war einmal ein Fahrschein für die U-Bahn in Moskau darin – die Hinreise musste man selbst bezahlen – oder man gewann zum Beispiel eine Reise nach „Übersee“, wohlgemerkt Übersee am Chiemsee in Deutschland – oder es gab ein „Schloss in Frankreich“ zu gewinnen, das sich als Vorhängeschloss entpuppte, das sich zum Zeitpunkt des Spiels angeblich noch in Frankreich befand.

## Trivia
Legendär war auch die Zuschrift einer Zuseherin, die sich darüber erregte, dass beim Sitzen mit übereinandergeschlagenen Beinen die langen Unterhosen des Moderators über den Socken sichtbar seien, woraufhin Kirschner diesen Brief in der nächsten Sendung vorlas und demonstrativ seine Hosenbeine hochzog um seine lange Unterhose zu zeigen.